# El Cabezón
El Cabezón es una localidad del estado mexicano de Jalisco. Es parte del municipio de Ameca.

## Demografía
| Gráfica de evolución demográfica |
|                                  |

| Censo | Población |
| ----- | --------- |
| 1900  | 1 134     |
| 1910  | 1 553     |
| 1921  | 1 399     |
| 1930  | 1 619     |
| 1940  | 907       |
| 1950  | 1 021     |
| 1960  | 1 964     |
| 1970  | 2 042     |
| 1980  | 2 265     |
| 1990  | 2 353     |
| 2000  | 2 520     |
| 2010  | 2 683     |
| 2020  | 2 749     |